# İbrahim Hacıosmanoğlu

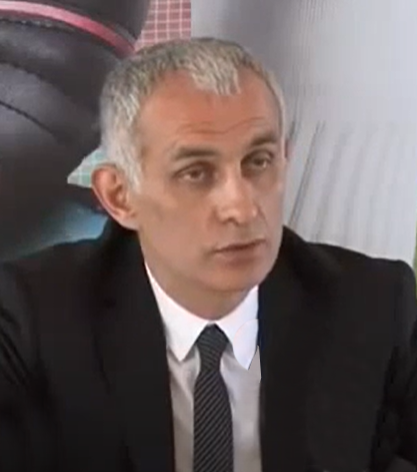
İbrahim Hacıosmanoğlu, 2013

İbrahim Ethem Hacıosmanoğlu (* 21. Februar 1966 in Trabzon) ist ein türkischer Geschäftsmann.

## Leben
Hacıosmanoğlu wurde im Hayrat-Merkez-Viertel von Trabzon als elftes von zwölf Kindern geboren. Er besuchte die Grundschule, bevor er im Alter von zwölf Jahren seine Heimat verließ und nach Istanbul zog. Zwischen 2005 und 2007 war er der stellvertretende Vorsitzende von Trabzonspor. Nach dem Rücktritt des damaligen Vorsitzenden Nuri Albayrak im Jahr 2008 trat er zu den Vorstandswahlen an, verlor jedoch gegen Sadri Sener. Bei den Wahlen zum Vorstandsvorsitzenden der Türkiye Futbol Federasyonu am 27. Februar 2012 trat er an, konnte die Wahl jedoch ebenfalls nicht gewinnen. An den Wahlen zum Vorstandsvorsitzenden von Trabzonspor am 26. Mai 2013 nahm er erneut teil und gewann die Wahl mit 1571 Stimmen von 4500 Wählern. Damit wurde er der 15. Präsident von Trabzonspor und blieb bis 6. Dezember 2015 im Amt. Am 19. Juni 2016 übernahm er einen Posten im Vorstand von Erzurumspor.